# Diadegma sanguinicoxa
Diadegma sanguinicoxa là một loài tò vò trong họ Ichneumonidae.